# Велотон Стокгольм
Велотон Стокгольм (англ. Velothon Stockholm) — шоссейная однодневная велогонка, в 2015 году проводившаяся в столице Швеции Стокгольме. Проходила в рамках UCI Europe Tour под категорией 1.2. Являлась одним из событий велогоночной серии Velothon Majors, проводимой компанией Lagardère S.C.A., в которую также входили гонки Велотон Берлин и Велотон Уэльс. 

## Призёры
| Год  | Победитель | Второй           | Третий         |
| ---- | ---------- | ---------------- | -------------- |
| 2015 | Марко Кумп | Даниэль Хуэльгор | Гжегож Степняк |